# Ascensão de Cristo (Frei Carlos)
A Ascensão de Cristo é uma pintura a óleo sobre madeira de carvalho pintada cerca de 1520-30 pelo pintor português de origem flamenga do período manuelino Frei Carlos que se destinou provavelmente a um dos retábulos executados pela oficina deste mestre para o altar-mor e capelas laterais do Convento do Espinheiro, em Évora, e que se encontra actualmente no Museu Nacional de Arte Antiga, em Lisboa.
A autoria de Ascensão de Cristo foi atribuída a Frei Carlos pelo marquês Francisco de Sousa Holstein em 1872. E por haver no conjunto de obras do Convento do Espinheiro criadas naquela época duas pinturas datadas de 1523 e 1529 se deduz a data provável da pintura desta Ascensão de Cristo.
A Ascensão de Cristo, pintura em que Frei Carlos representa o episódio bíblico da Ascensão de Jesus ao céu depois da ressurreição tal como é narrado nos Actos dos Apóstolos (Atos 1:9–11), segue de perto a iconografia do tema que se encontra na pintura portuguesa do primeiro quarto do século XVI.

## Descrição
Em primeiro plano destaca-se a figura da Virgem Maria envolta num amplo manto azul e com a cabeça coberta por um véu branco, de perfil, em oração. 
No lado esquerdo, descentrados na composição, encontram-se os Apóstolos que dirigem o olhar para o anjo que se encontra mais abaixo com manto branco e enormes asas de tom azulado e rosa, em parte translúcidas, e que parece explicar o acontecido. 
Um outro anjo um pouco mais afastado com manto de tom rosa paira entre o grupo dos Apóstolos e a imagem de Cristo de que se vê apenas os pés e o fundo do seu manto escuro ascendendo para o céu. Apenas um dos Apóstolos, o mais afastado parece ainda olhar para o alto, enquanto os outros dirigem o olhar para o anjo que se encontra mais abaixo.
Do lado direito da composição vê-se uma colina no cimo da qual, envolta em árvores de grande porte, se vêm torres de uma povoação acastelada. Em fundo, dando profundidade à pintura, vê-se uma paisagem de montanhas em tons azulados e um rio que serpenteia na direcção delas.

### Ligação externa
- Página oficial do Museu Nacional de Arte Antiga